# وائل الحربي
وائل الحربي؛ (29 يناير 1986)، ممثل مسرحي وتلفزيوني سعودي. بدأ مسيرته الفنية سنة 2009

## عن حياته
ولد في المدينة المنورة، حاصل على دبلوم هندسة كهربائية، ابتعد عن رياضة كرة السلة وتوجه للاهتمام بالجانب الفني، بدأت حياته الفنية بمشاركته في بعض مسرحيات مهرجان الصيف بالجمعية العربية السعودية للثقافة والفنون، إهتم بشدة بمسرح الطفل رغم صعوبته وبرز فيه كثيرا وفاز بالعديد من الجوائز الداخلية والخارجية عن مسرح الطفل، ومن أبرز أعماله التلفزيونية المسلسل الرمضاني (شباب البومب) وله العديد من المشاركات المحلية والدولية في مجال المسرح والسينما القصيرة.

## أعماله

### المسلسلات
- شباب البومب3.
- شباب البومب4.
- شباب البومب5.
- شباب البومب6.
- شباب البومب7.
- شباب البومب8.
- شباب البومب9.
- شباب البومب10.
- شباب البومب11.
- شباب البومب12
- شباب البومب 13.
- بدون فلتر
- عقاب عقاب
- كائن
- شباب البومب13

### الأفلام
- تقدر تكون.
- تقدر تعيش بدونها.
- عقاب عقاب.
- كائن.
- الطاسة ضايعه.

### المسرحيات
- شملول في خطر.
- ملهي الرعيان.
- حفل الناي.
- الفرقنا.
- ضربولي هسا تليفون.
- جبا ياهوو.
- حوش الراعي.
- السفربرلك.
- الانتظار.
- ولم يك شيئا.
- السابع من نوفمبر.
- المقهى المسكون.
- غابة الفرح وجنة المرح.
- عيال الحارة.
- سيف وعلي بابا.
- سفينة الاصدقاء.
- أغسطس.
- رحلة الكنز.
- حياتنا زهرة.
- سر الصندوق.
- ليلة عيد.
- لبنى.

### الأوبريتات
- عرايس المملكة.
- عروس الجبال.
- دار السلام.
- مدينة النور.
- وطن الهمة.
- درب زبيدة.
- درب زبيدة 2
- عيد المدينة.

## الجوائز

### المحلية
- جائزة أفضل ممثل لمسرح الطفل عن دوره بمسرحية سفينة الاصدقاء بالمهرجان السعودي الأول لمسرح الطفل 2013
- أفضل نص مسرحي للطفل عن نص حياتنا زهرة 2016 بمهرجان الخبر المسرحي للطفل
- أفضل موسيقى مسرحية للطفل عن نص حياتنا زهرة 2016 بمهرجان الخبر المسرحي للطفل
- أفضل عمل مسرحي للطفل مسرحية حياتنا زهرة 2016 بمهرجان الخبر المسرحي للطفل
- أفضل عمل مسرحي سعودي مسرحية سفينة الاصدقاء بالمهرجان السعودي الأول لمسرح الطفل 2013
- أفضل اداء جماعي لمسرحية سر الصندوق بالمهرجان السعودي الثاني 2014

### الدولية
- جائزة أفضل ممثل لمسرح الطفل عن دوره بمسرحية سفينة الاصدقاء بالمهرجان الدولي لمسرح الطفل والذي اقيم بمدينة فاس بالمملكة المغربية الأول 2013
- أفضل عمل متكامل بمهرجان المسرح الحر بالجمهورية السودانية عن مسرحية ولم يك شيئا 2016
- أفضل اداء مسرحي بمهرجان الزرقاء الدولي بالمملكة الأردنية عن مسرحية ولم يك شيئا 2017
- أفضل فيلم بمهرجان قداسة الإسلامي لفيلم كائن 2015

## روابط خارجية
- وائل الحربي على موقع قاعدة بيانات الأفلام العربية